# Сендега
Сендега — река в Костромской области России, протекает по территории Судиславского и Островского районов. Устье реки находится в 19 км по правому берегу реки Меры. Длина реки составляет 64 км, площадь водосборного бассейна — 466 км².

## Данные водного реестра
По данным государственного водного реестра России относится к Верхневолжскому бассейновому округу, водохозяйственный участок реки — Волга от города Кострома до Горьковского гидроузла (Горьковское водохранилище), без реки Унжа, речной подбассейн реки — Волга ниже Рыбинского водохранилища до впадения Оки. Речной бассейн реки — (Верхняя) Волга до Куйбышевского водохранилища (без бассейна Оки).
Код объекта в государственном водном реестре — 08010300412110000013735.

### Притоки (км от устья)
- 2,2 км: река Порнышиха (пр)
- 9,6 км: река Куекша (пр)
- 35 км: река Лузога (лв)